# Лейк-Ліндсі (Флорида)
Лейк-Ліндсі (англ. Lake Lindsey) — переписна місцевість (CDP) в США, в окрузі Ернандо штату Флорида. Населення — 90 осіб (2020).

## Географія
Лейк-Ліндсі розташований за координатами 28°37′56″ пн. ш. 82°21′42″ зх. д. / 28.63222° пн. ш. 82.36167° зх. д. (28.632263, -82.361693).  За даними Бюро перепису населення США в 2010 році переписна місцевість мала площу 0,23 км², уся площа — суходіл.

## Демографія
Згідно з переписом 2010 року, у переписній місцевості мешкала 71 особа в 34 домогосподарствах у складі 15 родин. Густота населення становила 303 особи/км².  Було 46 помешкань (196/км²).
Расовий склад населення:
| - 97,2 % — білих - 2,8 % — корінних американців |

До двох чи більше рас належало 0,0 %. Частка іспаномовних становила 7,0 % від усіх жителів.
За віковим діапазоном населення розподілялося таким чином: 21,1 % — особи молодші 18 років, 60,6 % — особи у віці 18—64 років, 18,3 % — особи у віці 65 років та старші. Медіана віку мешканця становила 40,8 року. На 100 осіб жіночої статі у переписній місцевості припадало 102,9 чоловіків;  на 100 жінок у віці від 18 років та старших — 107,4 чоловіків також старших 18 років.
Цивільне працевлаштоване населення становило 29 осіб. Основні галузі зайнятості: освіта, охорона здоров'я та соціальна допомога — 58,6 %.